# Mörttjärnen (Lycksele socken, Lappland, 718788-164478)
Mörttjärnen är en sjö i Lycksele kommun i Lappland och ingår i Umeälvens huvudavrinningsområde. Sjön har en area på 0,311 kvadratkilometer och ligger 240 meter över havet.

## Delavrinningsområde
Mörttjärnen ingår i det delavrinningsområde (718755-164578) som SMHI kallar för Utloppet av Rotenträsket. Medelhöjden är 281 meter över havet och ytan är 23,56 kvadratkilometer. Räknas de 7 avrinningsområdena uppströms in blir den ackumulerade arean 119,11 kvadratkilometer. Sikbäcken som avvattnar avrinningsområdet har biflödesordning 3, vilket innebär att vattnet flödar genom totalt 3 vattendrag innan det når havet efter 180 kilometer. Avrinningsområdet består mestadels av skog (87 procent). Avrinningsområdet har 1,56 kvadratkilometer vattenytor vilket ger det en sjöprocent på 6,6 procent.